# Stephen Strasburg
Stephen James Strasburg (San Diego, 20 luglio 1988) è un giocatore di baseball statunitense che gioca nel ruolo di lanciatore partente per i Washington Nationals della Major League Baseball (MLB).

## Carriera
Strasburg al college giocò a baseball alla San Diego State University, imponendosi con uno dei migliori lanciatori della NCAA. Con la nazionale statunitense partecipò alle Olimpiadi di Pechino 2008, vincendo la medaglia di bronzo. Due anni dopo fu definito la "scelta più attesa della storia del draft" da ESPN e il "prospetto tra i lanciatori più scrutinato e atteso della storia del baseball" da Sports Illustrated.
Strasburg venne selezionato come prima scelta assoluta del draft MLB 2009 dai Washington Nationals. Debuttò nella MLB l'8 giugno 2010, al Nationals Park di Washington contro i Pittsburgh Pirates, facendo registrare un record di franchigia di 14 strikeout.

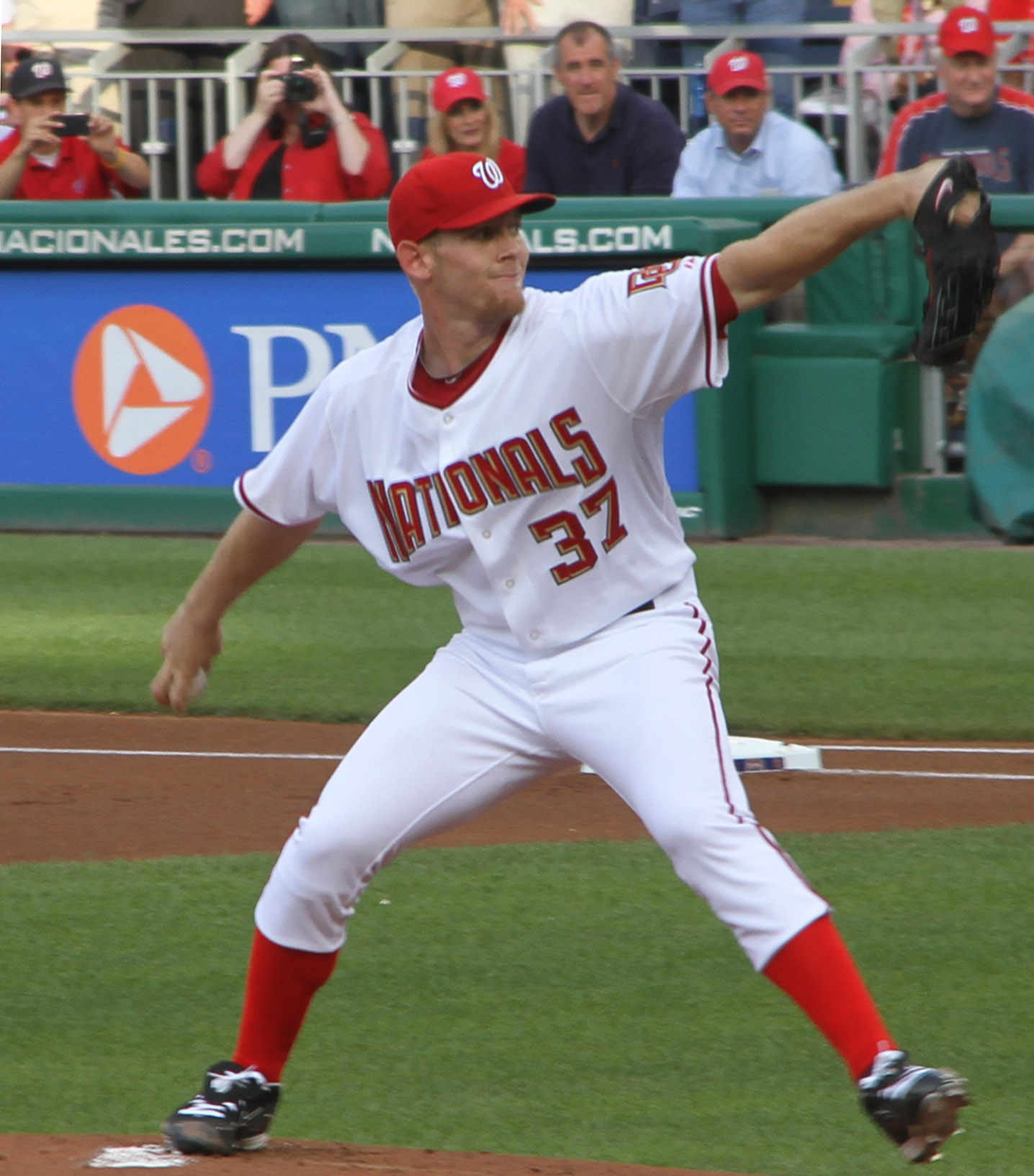
Strasburg nella gara di debutto nella MLB

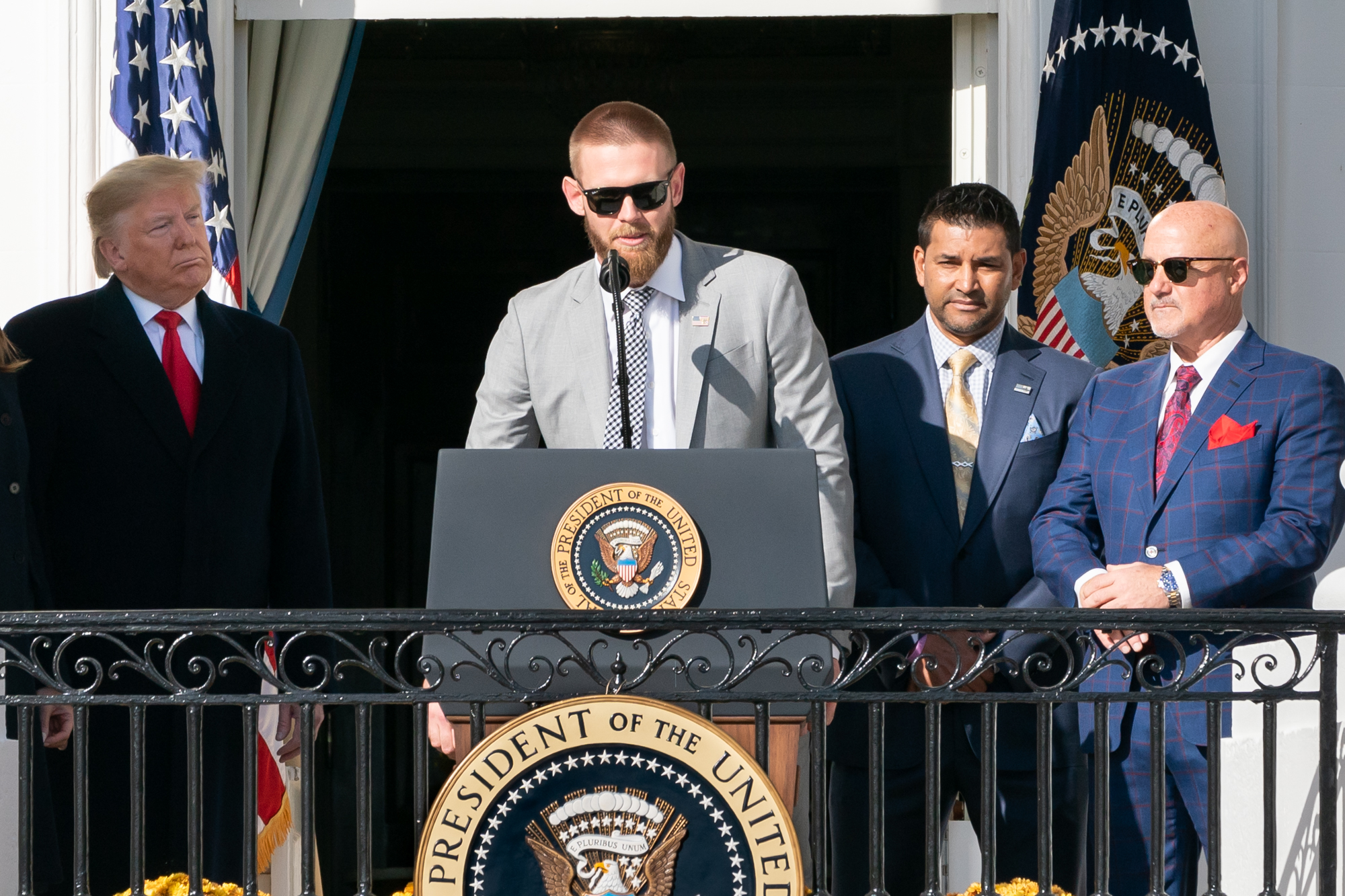
Strasburg, assieme a Dave Martinez e Mike Rizzo, incontra il presidente Donald Trump alla Casa Bianca, dopo la vittoria alle World Series 2019

Dopo alcuni mesi nella MLB, Strasburg si ruppe un legamento del gomito del braccio utilizzato per lanciare, venendo costretto a sottoporsi alla Tommy John surgery e ad un anno di riabilitazione. Fece ritorno ai Nationals il 6 settembre 2011 ma quell'anno lanciò solamente in 24 inning. La stagione 2012 lo vide tornare in forma, venendo convocato per il suo primo All-Star Game e vincendo a fine anno il Silver Slugger Award.
Nel 2014, Strasburg disputò quella che fino a quel momento fu la sua miglior stagione a livello statistico, guidando la National League con 242 strikeout alla pari con Johnny Cueto e terminando nono nelle votazioni del Cy Young Award. L'anno seguente tornò ad essere limitato dagli infortuni, lanciando 127 inning con i Nationals che non riuscirono a qualificarsi per i playoff.
Nel 2016, Strasburg firmò con i Nationals un rinnovo contrattuale di sette anni del valore di 175 milioni di dollari. L'8 luglio di quell'anno divenne il primo lanciatore dal 1912 ad iniziare con un record di 12 vittorie senza sconfitte. La sua striscia giunse a quota 16, prima di interrompersi contro i Los Angeles Dodgers il 21 luglio. Il 22 agosto fu inserito in lista infortunati per un problema a un gomito.
Il 27 maggio 2017, in una gara contro i San Diego Padres, Strasburg mise a segno 15 strikeout nella vittoria per 3−0, il quarto risultato nella storia dei Nationals. Il 2 luglio convocato per il terzo All-Star Game della carriera. Il 10 settembre stabilì un record di franchigia con 34 inning consecutivi senza subire punti, inclusa una gara completa il 30 agosto, in cui batté un fuoricampo contro i Miami Marlins. A fine anno si classificò terzo nella votazioni del Cy Young Award, vinto dal compagno Max Scherzer.
Nel 2019 Strasburg conquistò le World Series con i Nationals, battendo gli Houston Astros per quattro gare a tre e venendo premiato come miglior giocatore della serie di finale.
Strasburg iniziò la stagione 2020 nella lista degli infortunati. Il 9 agosto giocò la sua prima partita stagionale e il 14 agosto abbandonò la partita dopo aver fronteggiato solo tre battitori per dolori alla mano, concludendo di fatto in anticipo la stagione.
Nel 2021 prese parte a soli cinque incontri nella MLB a causa di problemi alla spalla destra e al collo. Terminò di fatto la stagione il 27 luglio, con l'annunciò dell'imminente operazione per alleviare la sindrome dello stretto toracico.

## Palmarès

### Nazionale
Olimpiadi
- Pechino 2008:  Bronzo

### Club
- World Series: 1

Washington Nationals: 2019

### Individuale
- MVP delle World Series: 1

2019
- MLB All-Star: 3

2012, 2016, 2017
- Silver Slugger Award: 1

2012
- Miglior lanciatore della National League per numero di vittorie: 1

2019
- Miglior lanciatore della National League per numero di strikeout: 1

2014
- Lanciatore del mese della National League: 4

aprile 2012, luglio 2016, settembre 2017, luglio 2019
- Giocatore della settimana della National League: 2

13 giugno 2010, 20 settembre 2015